# Fernwald
Fernwald è un comune tedesco di 7 150 abitanti,, situato nel land dell'Assia.